# Copa Paz del Chaco 1979
Copa Paz del Chaco 1979 – turniej towarzyski o puchar Paz del Chaco odbył się po raz piąty w 1979 roku. W turnieju uczestniczyły zespoły: Paragwaju i Boliwii.

## Mecze
| 10 lipca La Paz |  | Boliwia | 3 | - | 1 | Paragwaj |

| 1 sierpnia Asunción |  | Paragwaj | 2 | - | 0 | Boliwia |

## Końcowa tabela
| M | Reprezentacja | L.m. | Zw. | Rem. | Por. | Bramki | R.br. | Pkt |
| 1 | Paragwaj      | 2    | 1   | 0    | 1    | 3:3    | 0     | 2   |
| 2 | Boliwia       | 2    | 1   | 0    | 1    | 3:3    | 0     | 2   |

Triumfatorem turnieju Copa Paz del Chaco 1979 został zespół Paragwaju (większa liczba strzelonych bramek na wyjeździe), jednak trofeum otrzymał zespół Boliwii w drodze uprzejmości.